# Johannes Benedictus Hjort
Johannes Benedictus Hjort, död 29 november 1719 i Askeryds församling, Jönköpings län, var en svensk präst.

## Biografi
Johannes Hjort var son till kyrkoherden Benedictus Nicolai Hjort och Anna Larsdotter Hedenberg i Hjorteds församling. Han blev 1698 student vid Uppsala universitet och 1707 vid Greifswalds universitet. Hjort avlade magisterexamen vid Greifswalds universitet 1709. När han kom hem prästvigdes han och blev pastorsadjunkt i Tryserums församling. År 1713 blev han kyrkoherde i Askeryds församling. Han avled 1719 i Askeryds församling.

### Familj
Hjort gifte sig 1713 med Catharina Lithmang. Hon var dotter till prosten Johannes Canuti Lithmang i Horns församling. Hon hade tidigare varit gift med kyrkoherden Petrus Petri Wigius i Askeryds församling.